# Cypher (film)
Cypher (de asemenea, cunoscut sub numele de Brainstorming și Company Man) este un film canadian științifico-fantastic spy-fi thriller din 2002 cu Jeremy Northam și Lucy Liu în rolurile principale. A fost scris de Brian King și regizat de Vincenzo Natali. Jeremy Northam joacă rolul unui contabil a cărui speranță de a avea o carieră în spionajul industrial ia o întorsătură neașteptată. Filmul a avut o distribuție limitată în cinematografele din SUA și Australia și a fost lansat pe DVD la 2 august 2005. Filmul a avut recenzii mixte, iar Northam a primit premiul pentru cel mai bun actor la Festivalul de Film de la Sitges.

## Prezentare
Morgan Sullivan (Northam), contabil, recent șomer, se plictisește de viața sa din suburbii. Presat de soție pentru a ocupa un loc de muncă în compania tatălui ei, el dorește în schimb să lucreze în spionajul industrial. Șeful Securității de la compania Digicorp, Finster (Bennett), îl angajează pe Morgan și îi dă o nouă identitate. Ca Jack Thursday, este trimis la diverse convenții pentru a înregistra în secret prezentări și a le transmite la sediul central. Sullivan este bântuit în curând de coșmaruri dese și dureri la ceafă. Când o întâlnește pe Rita Foster (Liu) de la o companie concurentă, viața lui începe să se complice.
Rita îi dă pastile pentru a-i vindeca durerea și coșmarurile și îi spune să nu mai transmită nimic la următoarea convenție. După convenție, Digicorp confirmă totuși primirea transmisiei sale, deși Morgan nu a trimis nimic. Convins că se întâmplă ceva ciudat, Morgan ia pastilele pe care i le-a dat Rita și constată că au efect. Confuz de ceea ce se întâmplă și intrigat de Rita, el aranjează să se întâlnească din nou cu ea. La întâlnire, ea îi povestește despre înșelăciunea companiei Digicorp și îi oferă un antidot - un lichid verde într-o seringă mare. Morgan acceptă ezitant. Ea îl avertizează că, indiferent ce se întâmplă la următoarea convenție, el nu trebuie să reacționeze.
Morgan descoperă că toți participanții de la convenție sunt spioni așa cum este el, toți considerându-se spioni individuali care lucrează pentru Digicorp. În timp ce sunt drogați prin băuturile servite, oameni de știință îmbrăcați în costume îi cercetează, le injectează și îi spală pe creier. Căștile individuale le întăresc noile identități. Morgan reușește să-i convingă pe cei de la Digicorp că a fost asimilat de noua identitate care i-a fost impusă. El este apoi recrutat de Sunway Systems, un rival al Digicorp. Șeful Securității de la Sunway, Callaway (Webber), îl încurajează pe Morgan să acționeze ca agent dublu, furnizând date corupte către Digicorp. Morgan o sună pe Rita, care îl avertizează că Sunway este la fel de nemiloasă ca Digicorp și că el este folosit de fapt de șeful Ritei, Sebastian Rooks. Morgan reușește să fure informațiile solicitate din seiful Sunway Systems, scăpând cu ajutorul Ritei cu un elicopter negru.
Rita îl duce în cele din urmă să-l întâlnească pe Rooks. Când ea iese din cameră, Morgan devine nervos și îl sună îngrijora pe Finster. El o împușcă apoi din greșeală pe Rita, care îl încurajează să o ignore și să se întâlnească cu Rooks în camera de alături. Morgan găsește camera plină de obiecte care par a fi ale sale, inclusiv o fotografie cu el și Rita împreună. Dându-și seama că este Rooks, se întoarce neîncrezător la Rita.
Înainte ca Rita să-l poată convinge, apartamentul este invadat de bărbați înarmați. Rita și Morgan fug pe acoperiș fugăriți de echipele de securitate ale Digicorp și Sunway, conduse de Finster și Callaway. După o scurtă înfruntare, ambele părți își dau seama că urmăresc aceeași persoană, Sebastian Rooks, și se reped pe acoperiș, unde  Morgan și Rita s-au urcat într-un elicopter. Rita nu poate pilota, deoarece Sebastian l-a construit pentru a-l folosi el însuși. Sebastian trebuie să-și amintească cine este ca să piloteze, în acest proces îl ajută amintirile despre dragostea sa pentru Rita. Elicopterul decolează în mijlocul focurilor de armă al echipelor de securitate. Finster și Callaway discută:
Callaway: „Ai aruncat o privire? Ai văzut chipul lui Rooks? "
Finster: „Doar pe Morgan Sullivan, pionul nostru”.
Privind în sus, văd elicopterul planând și își dau seama, prea târziu, de adevărata identitate a lui Morgan Sullivan. Sebastian declanșează o bombă, care provoacă explozia întregului acoperiș. Pe o barcă din Oceanul Pacific de Sud, Sebastian îi dezvăluie Ritei conținutul discului furat: este ultima copie a identității Ritei (după ce cea din seif a fost distrusă). Sebastian aruncă discul în mare și spune: „Acum nu mai există nicio copie”.

## Distribuție
- Jeremy Northam - Morgan Sullivan și Jack Thursby
- Lucy Liu - Rita Foster
- Nigel Bennett - Finster
- Timothy Webber - Callaway
- David Hewlett - Virgil Dunn
- Kari Matchett - Diane Thursby
- Kristina Nicoll - Amy Sullivan
- Boyd Banks - Fred Garfield
- Marcus Hutchings - Jamison
- Denis Akiyama - vorbitorul de la convenția din Omaha.

## Recepție
Filmul a avut recenzii mixte. Potrivit agregatorului de recenzii Rotten Tomatoes, filmul are un scor de 58% pe baza a 19 recenzii.
Derek Elley de la Variety a numit filmul „intrigant încontinuu” cu interpretări excelente ale actorilor,  în timp ce Neil Smith de la BBC  a comparat Cypher cu Candidatul manciurian și a observat sentimente de tensiune și claustrofobie, ca cele din debutul regizoral al lui Natali Cubul, concluzionând în cele din urmă că „Natali  a tras ițele [poveștii] într-o atmosferă orwelliană de paranoia." Scott Weinberg, într-o recenzie pentru DVD Talk, a recomandat filmul, numindu-l „unul dintre cele mai bune filme direct-pe-video [pe care le-a văzut] tot anul”, remarcând similitudini cu Matrix, Orașul întunecat și lucrările lui Philip K. Dick.  Scriitorul englez de literatură de groază și jurnalistul Kim Newman, care a scris pentru revista Empire, a dat filmului 4 din 5  stele, lăudând interpretările lui Northam și Liu și considerând filmul un „exercițiu semi-științifico-fantastic în stabilirea și rezolvarea puzzle-urilor”. 
Unii critici au găsit probleme în narațiunea complexă a filmului. Paul Byrnes de la Sydney Morning Herald  a considerat că intriga  a copleșit personajele atât de mult încât a „încetat să-i mai pese”. John J. Puccio, pentru Movie Metropolis, a crezut că filmul „nu se dovedește pur și simplu prea complicat, el ajunge să fie de-a dreptul confuz”, dar a concluzionat că filmul a fost totuși „distractiv”.
Pentru interpretarea sa din Cypher, Jeremy Northam a primit premiul pentru cel mai bun actor la Festivalul de Film de la Sitges din 2002, în Catalonia.